# Margaretta (Apocynaceae)
Margaretta là chi thực vật có hoa trong họ Apocynaceae.

## Các loài
- Margaretta rosea Oliv., 1875: Nigeria tới Nam Sudan và miền nam vùng nhiệt đới châu Phi.